# Mended
Mended é o sexto álbum de estúdio do cantor estadunidense Marc Anthony e seu segundo álbum em língua inglesa, lançado em 21 de maio de 202 pela Columbia Records. O álbum foi relançado em 2003 como Mended: Bonus Tracks, incluindo faixas adicionais de álbuns anteriores.
Após diversas modificações na data prevista para lançamento, Marc Anthony lançou seu segundo álbum em inglês em meados do ano de 2002, logo após o lançamento de Libre. Mended, por sua vez, foca em canções de cunho romântico, tratando de temas como traição e romance. O álbum inclui o grande sucesso "I've Got You" (e sua versão em espanhol: "Te Tengo Aqui"), com as canções de destaque: "Love Won't Get Any Better" e "Tragedy." O cantor Bruce Springsteen compôs a canção "I'll Stand By You Always", mas que não foi incluída no álbum por razões desconhecidas.
O álbum foi certificado em platina pela CRIA em outubro de 2002 e o single "I've Got You" foi incluído na compilação Now That's What I Call Music! 10, ao lado de canções como "Overprotected" e "A New Day Has Come".

## Lista de faixas
| N.º | Título                         | Compositor(es)                                                     | Duração |  |
| 1.  | "Love Won't Get Any Better"    | Marc Anthony Dan Shea Kara DioGuardi Cory Rooney                   | 3:38    |  |
| 2.  | "She Mends Me"                 | Marc Anthony Dan Shea Kara DioGuardi Cory Rooney                   | 3:15    |  |
| 3.  | "I've Got You"                 | Kara DioGuardi Cory Rooney                                         | 3:56    |  |
| 4.  | "I Need You"                   | Cory Rooney                                                        | 4:15    |  |
| 5.  | "Tragedy"                      | Rob Thomas Cory Rooney                                             | 4:04    |  |
| 6.  | "I Reach for You"              | Marc Anthony Dan Shea Kara DioGuardi Cory Rooney                   | 3:28    |  |
| 7.  | "I Swear"                      | Marc Anthony Kara DioGuardi Cory Rooney Steve Morales David Siegel | 3:46    |  |
| 8.  | "Don't Tell Me It's Love"      | Marc Anthony Dan Shea Kara DioGuardi                               | 3:34    |  |
| 9.  | "Do You Believe in Loneliness" | Marc Anthony Dan Shea Kara DioGuardi Cory Rooney                   | 4:04    |  |
| 10. | "Give Me a Reason"             | Dan Shea Kara DioGuardi Cory Rooney                                | 3:15    |  |
| 11. | "I Wanna Be Free"              | Marc Anthony Dan Shea Kara DioGuardi                               | 3:58    |  |
| 12. | "Everything You Do"            | Marc Anthony Andrew Fromm Keith Follese                            | 3:23    |  |
| 13. | "Te Tengo Aquí (I've Got You)" | Alejandro Lerner Kara DioGuardi Cory Rooney Gizelle D'Cole         | 3:59    |  |

## Desempenho comercial

### Posições nas tabelas musicais
| Parada musical (2002)             | Melhor posição |
| --------------------------------- | -------------- |
| Alemanha - Media Control Charts   | 26             |
| Áustria - Ö3 Austria Top 40       | 20             |
| Bélgica - Ultratop                | 30             |
| Canadá - Canadian Albums Chart    | 1              |
| Espanha - PROMUSICAE              | 13             |
| Estados Unidos - Billboard 200    | 3              |
| Nova Zelândia - Recorded Music NZ | 44             |
| Portugal - Top 50 Albums          | 11             |

### Certificações
| País                   | Certificação | Vendas   |
| ---------------------- | ------------ | -------- |
| Canadá (Music Canada)  | Platina      | 100 000+ |
| Estados Unidos (RIAA)  | Ouro         | 500 000+ |
| Noruega (IFPI Noruega) | Ouro         | 25 000+  |

## Créditos
- Marc Anthony – vocais
- Michael Thompson – guitarra elétrica, violão
- Renne Toledo – violão
- Eric Kupper – violão, teclado
- Chieli Minucci – violão
- Andy Abad – violão
- David Dominguez – violão
- Juan A Gonzalez – piano, teclado
- Cory Rooney – teclado, vocais de apoio
- Dan Shea – teclado
- Marc Russell – baixo
- Erben Perez – baixo
- Bobby Allende – percussão
- Richie Jones – programação
- Wendy Pederson – vocais de apoio
- Raul Midon – vocais de apoio
- Shelen Thomas – vocais de apoio